# 128065 Бартбенджамін
128065 Бартбенджамін (128065 Bartbenjamin) — астероїд головного поясу, відкритий 19 липня 2003 року Бертоном Л. Стівенсоном.
Тіссеранів параметр щодо Юпітера — 3,230.